# 尚維衡
尚維衡（浦添王子朝滿，1494年—1540年）是琉球國第二尚氏王朝時期王族。尚真王長子，王妃居仁所生。童名思德金。小祿御殿元祖。
尚維衡原為尚真王的世子。尚真王所寵幸的華后想要立親生兒子尚清為嗣，向尚真王進讒。尚真王約於1500年剝奪尚維衡世子的地位。
後來在1508年（正德3年），群臣說服尚真王，復立尚維衡為世子。華后心生一計，在衣裳的胸前塗上蜂蜜，引來蜜蜂追趕。老實的尚維衡好意為之驅趕蜜蜂，於是華后誣稱世子尚維衡欲調戲她。尚真王大怒，廢黜尚維衡，立尚清為世子。尚維衡在岳父吳起良（花城親方宗義）的幫助下出逃，隱居於浦添城。嘉靖十九年（1540年）十一月十一日病逝於浦添，壽四十七，葬於極樂陵，後來尚清王將他遷葬到玉陵，與長女峯間聞得大君合葬於一廚子。

## 家族
- 父：尚真王
- 母（妃）：號居仁（名不詳。尚宣威王之女）
- 妻：吳氏思乙金按司（號圭臺，吳起良（花城親方宗義）之女，成化十八年（1482年）壬寅生，嘉靖二十八年（1549年）己酉卒，壽六十八）
  - 長子：尚弘業（浦添王子朝喬，小祿御殿二世）
    - 長孫：尚懿（與那城王子朝賢，小祿御殿三世（尚寧王之父，1699年被追尊為王））　

  - 長女：峰間聞得大君（號梅南，童名不詳，萬曆五年（1577年）丁丑九月廿七日卒。未婚）
  - 次子：尚弘禧（佐敷王子朝雄，無嗣）
  - 三子：向弘瑞（安波茶按司朝孝，無後胤）
  - 次女：首里宇和茂理按司（童名不詳）